# ホンダ・NSR250

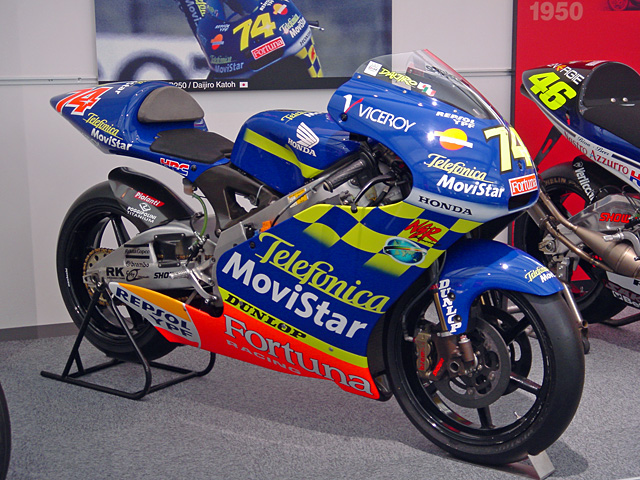
HONDA NSR250(モデルコード:NV3D)加藤大治郎選手車両(ホンダコレクションホール所蔵車両)

NSR250(エヌエスアールにひゃくごじゅう)は、1986年から2002年までロードレース世界選手権や全日本ロードレース選手権に投入された本田技研工業の排気量250ccのワークスレーサーのオートバイである。

## 概要
ベースとなったのは、1985年の世界選手権250ccクラスにおいてフレディ・スペンサーが乗った社内呼称モデルNV1AのRS250RWである。このRS250RWはアントン・マンクなどが乗ったRS250RWとは異なり、NSR500を1/2にしたモデルともいわれ、スペンサーは1985年にこのマシンで500ccクラスと250ccクラスの両クラスにダブルエントリーし、ダブルタイトルを獲得している。翌年の1986年にはスペンサー仕様のRS250RWをベースにしてNSR250が開発され、世界選手権および全日本選手権で活躍し、多くのライダー達がタイトルを獲得した。最後期の参戦となった2001年には、加藤大治郎が世界選手権250ccクラスで11勝し、タイトルを獲得した。HRC社内呼称は「スペンサー仕様のRS250RWのデビューから91年まではNV1(ワン)。92年から97年まではNV2(ツー)。98年以降はNV3(スリー)」の後ろにアルファベット順で開発年の順に割り振られている(EやFはエンジン用パーツやフレーム用パーツと混同しやすいので飛ばしている)。また「NVO(オー)」「NVI(アイ)」も飛ばされているが、これは数字のゼロとアルファベットのオーが紛らわしい、Iが1と紛らわしいという理由である。
ライバル車でもあるヤマハのYZR250が完全なワンオフマシンであるのとは違い、ワークスマシンでありながら量産車ともいえるという特徴がある。一定量のマシンを生産し(ワークスマシンとしては)安価で投入することで安定した成績を収めるという戦略を取っていた(2000年代に入り同様の手法をアプリリアも行っている)。そのためワークスマシンでありながら、チャンバーが市販車などと同じ鉄製の水圧プレス成形で作られているなどの特徴がある。なお、チタン製チャンバーは検討され、試作まではいったものの、振動や膨張性の問題で実戦では使用されなかったとのこと。
1998年型の社内呼称モデルNV3Aからはエンジンが1軸75度V型2気筒から2軸110度V型2気筒エンジンへと変更されたが、チャンバーにカーボン製の保温カバーが巻かれていたり、開発担当であった加藤の1998年の全日本選手権やWGPで使用する選手が苦戦し、WGPと全日本ロードレースで優勝したのがWGP開幕戦の加藤だけとなった。当時搭乗していた宇川徹は後年、98年を振り返った際、オフシーズンテストでエンジントラブルが続出した結果、回収時間を短くするために鈴鹿でのテスト時にフルコースではなく、回収時間短縮のために東ショートコースのみでテストを実施したと発言している。デビュー戦となった日本グランプリではエンジンの振動でキャブレターのフロートが揺すられたことで燃調が変わり焼き付きが発生しリタイヤ、その後もトラクションがかからない、青木治親も勝つのはかなり難しいバイクで加藤が勝った事が信じられないと発言する。使用したサテライトチームでは成績を残しにくいなどかなり扱いが難しい車両であったという。

## レース戦績
ロードレース世界選手権250ccチャンピオン獲得

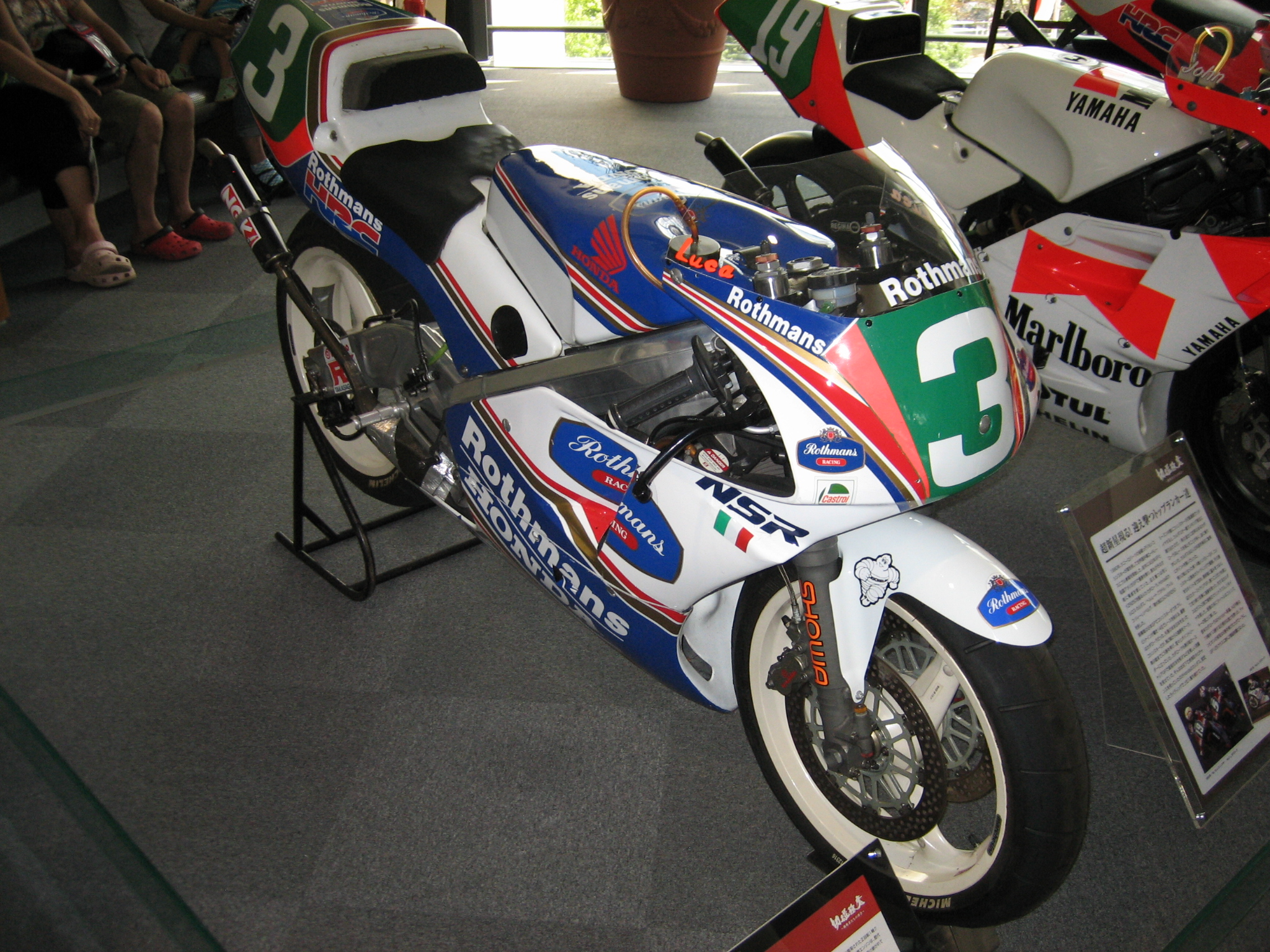
HONDA NSR250(1991)

- 1985年 フレディ・スペンサー(RS250RW)
- 1987年 アントン・マンク
- 1988年 アルフォンソ・ポンス
- 1989年 アルフォンソ・ポンス
- 1991年 ルカ・カダローラ
- 1992年 ルカ・カダローラ
- 1997年 マックス・ビアッジ
- 2001年 加藤大治郎

全日本ロードレース選手権250cc チャンピオン獲得
- 1985年 小林大(RS250RW)
- 1987年 清水雅広
- 1989年 岡田忠之
- 1990年 岡田忠之
- 1991年 岡田忠之
- 1993年 宇川徹
- 1994年 宇川徹
- 1997年 加藤大治郎

### その他の主なライダー
- ラインハルト・ロス
- ドミニク・サロン
- ジャック・コルヌー
- カルロス・カルダス
- ヘルムート・ブラドル
- ウィルコ・ズィーレンベルグ
- ロリス・カピロッシ
- ドリアーノ・ロンボニ
- アルベルト・プーチ
- エミリオ・アルサモラ
- ラルフ・ウォルドマン
- ジャン＝フィリップ・ルジア
- オリビエ・ジャック
- ロベルト・ロルフォ
- 青木宣篤
- 青木拓磨
- 青木治親
- 嘉陽哲久
- 玉田誠